# Placebo (banda)
Placebo es una banda británica de rock alternativo compuesta por Brian Molko y Stefan Olsdal y, como antiguos miembros, los bateristas Steve Hewitt y Steve Forrest. Formada en 1994 en Londres alcanzó un considerable éxito desde su debut discográfico en 1996, vendiendo más de un millón de copias de sus discos en el Reino Unido y sobre ocho millones en todo el mundo.

## Biografía

### Inicios (1994-1998)
El grupo fue creado por Brian Molko, quien después de intentar entrar en la carrera de teatro se encontró casualmente con Stefan Olsdal en la estación South Kensington del metro de Londres en 1994. Ambos habían asistido a la misma escuela en Luxemburgo, aunque nunca se conocieron hasta ese encuentro en el que se dieron cuenta de que compartían gustos musicales. Fue entonces cuando decidieron formar una banda.
El primer nombre de la banda fue Ashtray Heart pero al poco tiempo optaron por el nombre de Placebo. La primera opción de Molko para completar el grupo fue el baterista Steve Hewitt, otro conocido suyo quien de inmediato se interesó en el proyecto, pero que en ese momento formaba parte del grupo londinense Breed, por lo cual Robert Schultzberg en un principio alternó con Hewitt el lugar de batería en el grupo, sin embargo este último ya participaba activamente con Placebo. Cuando consiguieron su primer contrato en 1996 Hewitt no aparecía como miembro. En su lugar Schultzberg grabó junto con Molko y Olsdal el primer disco del grupo, el homónimo Placebo de ese mismo año. Poco después Molko y Olsdal comenzaron a tener diferencias con Schultzberg quien salió de la banda. Fue así como Hewitt se convirtió en el tercer componente de Placebo antes de concluir 1996. El New York Times compara el grupo a las formaciones de la primera ola de post-punk, especialmente New Order, The Cure, Siouxsie And The Banshees, en U2 primer período y losTalking Heads.
1997 —un año después de sacar su primer álbum, Placebo— fue una temporada de mucha actividad para la banda, que reafirmaba su buen comienzo con detalles como la participación en el concierto homenaje del 50° cumpleaños de Bowie en el Madison Square Garden; la inclusión del sencillo Nancy Boy en la película Airbag, de Juanma Bajo Ulloa; sencillo que más tarde se situaría en la cuarta posición de las listas de UK, donde, seguidamente, también realizarían su propia gira para acabar como teloneros de U2 en algunos de los conciertos del Popmart Tour por Europa, como por ejemplo en el de Madrid.
En 1998 grabaron su segundo álbum, Without You I'm Nothing, que los proyectó fuera de Inglaterra gracias al tema «Every Me Every You» —parte de la banda sonora de la película Crueles intenciones— y a la participación de David Bowie cantando junto a Molko el tema que da nombre al disco. También en ese año grabaron una versión de «20th Century Boy», canción original del grupo T. Rex, para la banda sonora de la película Velvet Goldmine en la cual, además, aparecen. Al año siguiente aparecieron en la entrega de los Brit Awards tocando el tema junto con David Bowie.
Por su estilo musical los han definido como un grupo ecléctico, incorporando desde un fuerte sonido de guitarra único influenciado por Sonic Youth hasta piano e incluso elementos electrónicos. Sin embargo, la crítica inglesa no siempre ha tenido opiniones favorables del grupo, principalmente por la excéntrica personalidad de Brian Molko.

### Consolidación (2000-2007)
Para su siguiente álbum, Black Market Music del año 2000, el sonido de Placebo dio un giro de 180 grados. Dejando atrás las baladas melancólicas y decadentes por un disco más vivo, más energético. Tratando temas como el amor, las drogas, la decadencia de la persona. Tríos amorosos, espectáculos de voyeurismo, la complejidad de sus letras alcanza el zenit. Abandona esa voz nasal para dejar caer las notas en acordes más maduros, dejando los maullidos de sus principios por texturas más reales.
El siguiente álbum del grupo, Sleeping With Ghosts del 2003, fue más aventurado al experimentar con influencias de música electrónica, pero al mismo tiempo conservó el sonido particular de Placebo. Adicionalmente apareció el álbum también en una edición especial, conteniendo un segundo disco con todas las versiones que habían grabado hasta ese momento.
Para el siguiente año Placebo publicó su primera colección de sencillos titulada Once More with Feeling: Singles 1996-2004 y tocaron en vivo en el estadio de Wembley. Robert Smith tocó con ellos dos temas, Without You I'm Nothing y una versión de Boys Don't Cry, canción original del grupo The Cure. También participaron en el concierto masivo Live 8 tocando en el Palacio de Versalles.
En septiembre de 2005 Placebo concluyó la grabación de su último álbum, Meds, el cual se lanzó el 13 de marzo de 2006. El productor es Dimitri Tokovoi, quien es amigo del grupo y ya les había producido en el pasado un par de versiones, The Ballad of Melody Nelson y Running Up That Hill. El disco además cuenta con la participación de dos músicos en dos temas, Alison Mosshart del grupo The Kills y Michael Stipe de R.E.M.. Según Molko el disco es un regreso a las raíces de Placebo, con un sonido más cercano al de su primer disco.
En septiembre de 2006, con el fin de conmemorar los 10 años de la banda, Placebo decide relanzar su primer álbum, Placebo. El álbum fue lanzado el 25 de dicho mes y cuenta con las canciones del primer álbum incluyendo rarezas de aquella época, que fueron un gran éxito además de un DVD que contiene diversas presentaciones de Placebo con temas de dicho álbum.
Durante el 2007, se unieron al Projekt Revolution, liderados por Linkin Park.

### Novedades (2008-2009)

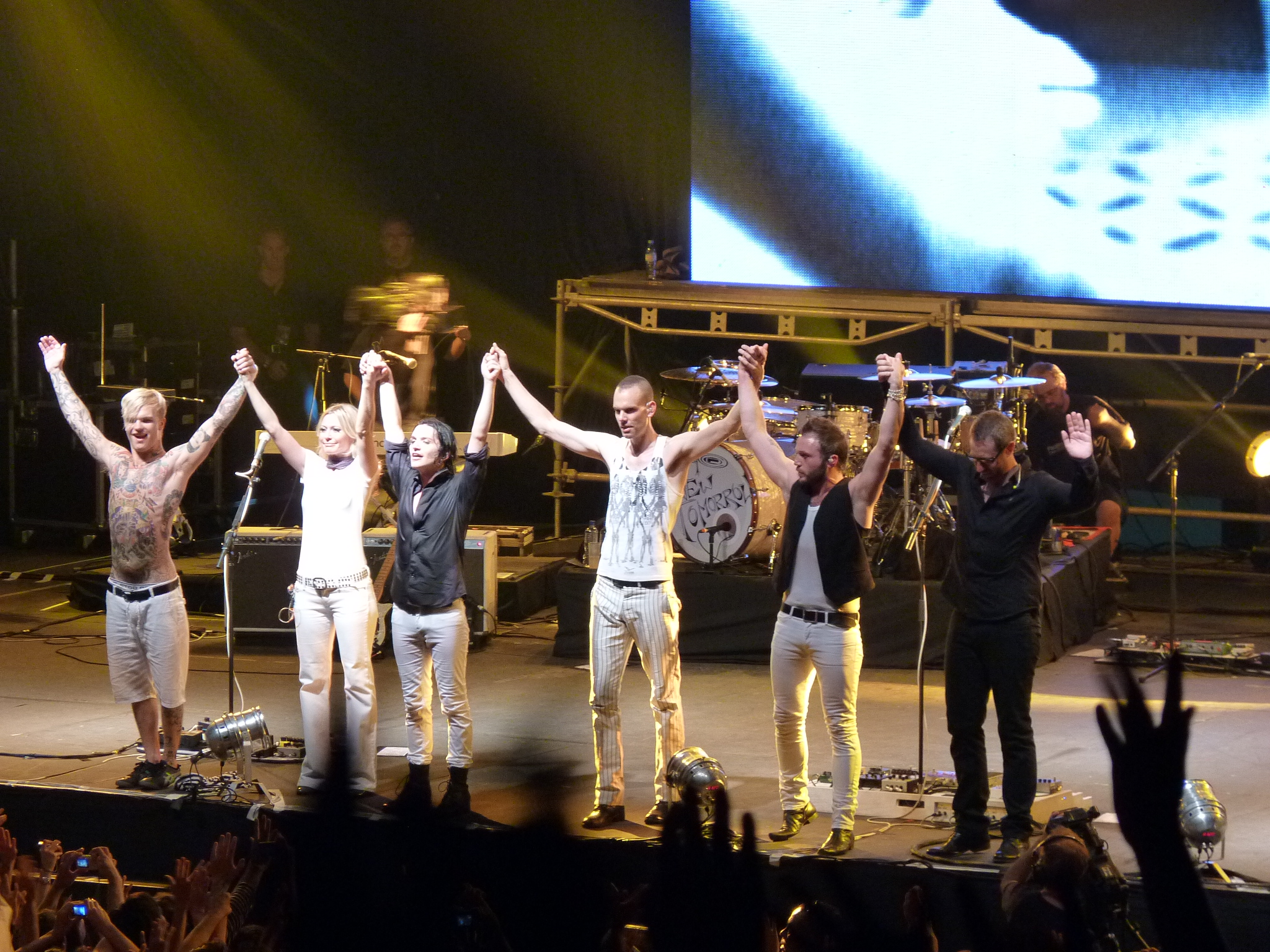
Placebo se despide del estadio Malvinas Argentinas en Buenos Aires, el sábado 10 de abril de 2010.

La banda vuelve al estudio de nuevo en verano de 2008 repitiendo productor (James Brown) y contando con el batería sustituto de Steve Hewitt (en la banda entre 1996 y 2007), Steve Forrest, componente de Evaline, banda telonera de Placebo en la gira por los Estados Unidos en octubre de 2006.
El 8 de junio de 2009 lanzó su nueva producción, un álbum que lleva por nombre Battle for the Sun. Los sencillos llevaron el nombre de For What It's Worth, The Never–Ending Why, exclusivo para el Reino Unido y Noruega (14 de septiembre), Ashtray Heart (21 de septiembre) y Bright Lights (1 de diciembre), exclusivo para sus fanes por medio de su página web, disponible a nivel mundial para el 2010.
El segundo DVD en vivo de la banda, We Come in Pieces, fue grabado en Brixton Academy y estrenado el 31 de octubre de 2011.
En 2013 publican su álbum "Loud Like Love", considerado por el mismo Brian Molko como su mejor trabajo hasta la fecha. En el 2015 Steve Forrest deja Placebo, para enfocarse en proyectos personales.

### Octavo disco (2019-presente)
El 25 de julio de 2019, Stefan Olsdal reveló que Placebo está trabajando a su octavo álbum de estudio.
En enero de 2020, Placebo anunció una nueva gira, que incluye festivales de junio a julio de 2020 en Grecia, España, Bélgica, Ucrania y Rusia. En marzo de 2020, a través de una publicación en su Instagram oficial, Stefan anunció que él y Brian iban a tener que dejar suspendida la finalización de su octavo álbum de estudio debido a la pandemia de COVID-19, por razones de seguridad y que Londres estaba bloqueado. El 15 de septiembre de 2020, Dave McLean, uno de los gerentes de Placebo en RIVERMAN, tuiteó que su octavo álbum de estudio se lanzaría a principios de 2021.
Aunque el álbum no fue lanzado en 2021, en mayo de dicho año se estrenó el primer sencillo "Beautiful James", y más adelante, en noviembre, el segundo sencillo "Sorrounded by Spies" junto con la confirmación de que su octavo disco llevaría por nombre Never Let Me Go, que fue lanzado el 25 de marzo de 2022.

## Estilo musical, influencias y letras
La música de Placebo se ha etiquetado típicamente como rock alternativo. Sin embargo, también han incorporado diferentes sonidos en su música a lo largo de su carrera. Los críticos también han descrito el sonido de la banda como pop punk, rock industrial, britpop, glam rock, rock gótico, rock electrónico, post-punk revival, y rock experimental. También se denotan elementos de rock progresivo, grunge, y punk rock.
El grupo muestra influencias de artistas como David Bowie, Can, Iggy Pop y The Stooges, Sonic Youth, The Cure, Pixies, Nirvana, The Smiths, PJ Harvey, Depeche Mode, y Nine Inch Nails. Otras influencias incluyen a Girls Against Boys, Sebadoh, Dead Kennedys, y Velvet Underground.
Líricamente, la música de Placebo contiene muchas referencias a las drogas recreacionales y temas LGBT. El título de la canción "Special K", por ejemplo, es sinónimo de ketamina. Molko ha sido abierto sobre su uso de drogas recreativas, en una entrevista de 1997 con Kerrang! admitió que la heroína era "probablemente la única droga en este planeta que no he probado". Sin embargo, más tarde admitió haber consumido heroína también. A su vez, se hace referencia a drogas farmacéuticas, como lo demuestra el nombre de la banda y el álbum Meds. Molko admitió en 2003 que muchos de sus excesos iniciales se debieron a sus problemas mentales, ya que le diagnosticaron trastorno depresivo mayor cuando tenía poco más de veinte años. El cantante afirmó en 2016 que dejó las drogas por completo después de la grabación y lanzamiento de Meds.
También se exploran temas marginales, como se evidencia en letras como "the back of the class is where I'm from": "la parte de atrás de la clase es de donde soy" en "One of a Kind" y "I'm forever black-eyed / a product of a broken home": siempre seré el de los ojos negros / el producto de un hogar destrozado" en “Black-Eyed". Se ha citado a Molko llamando a la banda "para marginados, por marginados".

## Miembros
| Miembros actuales - Brian Molko – voz, guitarras, bajo, teclados, piano, percusión, armónica, saxofón (1994–presente) - Stefan Olsdal – bajo, guitarras, teclados, piano, coros (1994–presente) Miembros de apoyo actuales - Bill Lloyd – guitarra, bajo, teclados, piano (1996, 1998–presente) - Nick Gavrilovic – teclados, guitarra, lap steel, coros (2009–presente) - Matt Lunn – batería, percusión (2015–presente) - Angela Chan – violín, teclados, percusión, coros (2017–presente) | Antiguos miembros - Steve Hewitt – batería, percusión (1994, 1995, 1996–2007) - Robert Schultzberg – batería, percusión (1994–1995, 1995–1996) - Steve Forrest – batería, percusión, coros (2008–2015) Antiguos miembros de apoyo - Xavior Roide – teclados, coros (2003–2005) - Alex Lee – teclados, guitarra, coros (2006–2007) - Fiona Brice – violín, teclados, theremín, percusión, coros (2008–2017) |

## Discografía
Álbumes de estudio
- Placebo (1996)
- Without You I'm Nothing (1998)
- Black Market Music (2000)
- Sleeping With Ghosts (2003)
- Meds (2006)
- Battle for the Sun (2009)
- Loud Like Love (2013)
- Never Let Me Go (2022)